# Крузенфельде
Крузенфельде (нем. Krusenfelde) — община в Германии, в земле Мекленбург-Передняя Померания.
Входит в состав района Восточная Передняя Померания. Подчиняется управлению Анклам-Ланд. Население составляет 189 человек (на 31 декабря 2010 года). Занимает площадь 12,55 км².
Коммуна подразделяется на 3 сельских округа.